# Techland
Techland är en polsk multinationell datorspelsutvecklare och utgivare med säte i Polen.

## Spel (urval)
| 2000 | Crime Cities                                                                       | Nej | Nej | Nej | Nej | Nej | Nej | Ja |
| 2006 | Call of Juarez                                                                     | Nej | Nej | Nej | Ja  | Nej | Nej | Ja |
| 2009 | Call of Juarez: Bound in Blood                                                     | Ja  | Nej | Nej | Ja  | Nej | Nej | Ja |
| 2011 | Call of Juarez: The Cartel                                                         | Ja  | Nej | Nej | Ja  | Nej | Nej | Ja |
| 2011 | Dead Island                                                                        | Ja  | Ja  | Nej | Ja  | Ja  | Nej | Ja |
| 2013 | Dead Island: Riptide                                                               | Ja  | Ja  | Nej | Ja  | Ja  | Nej | Ja |
| 2013 | Call of Juarez: Gunslinger                                                         | Ja  | Nej | Nej | Ja  | Nej | Nej | Ja |
| 2015 | Dying Light                                                                        | Nej | Ja  | Nej | Nej | Ja  | Nej | Ja |
| 2016 | Dying Light: The Following                                                         | Nej | Ja  | Nej | Nej | Ja  | Nej | Ja |
| 2016 | Dead Island: Definitive Edition (Samlingbox: Dead Island och Dead Island: Riptide) | Nej | Ja  | Nej | Nej | Ja  | Nej | Ja |
| 2022 | Dying Light 2: Stay Human                                                          | Nej | Ja  | Ja  | Nej | Ja  | Ja  | Ja |